# 神奈川県商工労働局
神奈川県産業労働局 （かながわけんさんぎょうろうどうきょく）は、神奈川県局設置条例により神奈川県に置かれる知事部局の一つ。

## 分掌事務
1. 商業および工業に関する事項
2. 労働に関する事項

## 組織
- 局長
  - 総務室　
  - 産業部
    - 産業振興課、企業誘致・国際ビジネス課

  - 中小企業部
    - 中小企業支援課、商業流通課、金融課

  - 労働部
    - 雇用労政課、産業人材課

## 出先機関
- かながわ労働センター
  - 川崎支所
  - 県央支所
  - 湘南支所
- 障害者雇用促進センター
- 産業技術短期大学校
  - 人材育成支援センター
- 東部総合職業技術校
- 西部総合職業技術校
- 神奈川県障害者職業能力開発校
- 計量検定所